# The Big Punch
The Big Punch er en amerikansk stumfilm fra 1921 af John Ford.

## Medvirkende
- Buck Jones som Buck
- Barbara Bedford som Hope Standish
- Jack Curtis som Jed
- George Siegmann som Flash McGraw
- Jack McDonald
- Al Fremont
- Jennie Lee
- Edgar Jones
- Irene Hunt